# Кои (Пэкче)
Кои (古爾王; ум. 286) — восьмой правитель раннесредневекового корейского государства Пэкче.

## Биография
Второй сын вана Кэру, брат вана Чхого, наследовал своему племяннику вану Кусу, старший сын которого Сабан был ещё очень мал.
В корейских летописях Кои приписывается создание государственных институтов. В записи, помеченной 27-м годом правления этого вана (260 год), говорится: «нэсин чвапхён — [главный чиновник] по повелениям и приёмам вана, нэду чвапхён — глава [казённых] кладовых и казны, нэбоп чвапхён — глава обрядов и церемоний, виса чвапхён — начальник охраны вана (столичной гвардии), чоджон чвапхён — главный судья, пёнгван чвапхён — управляющий внешними (нестоличными) военными делами». Шесть чвапхёнов, возглавлявших основные отрасли государственного управления, представляли чин 1-го класса, или ранга (пхум). За этим чином следовали ещё 15 чиновных рангов: тальсоль (2-й класс), ынсоль (3-й класс), токсоль (4-й класс), хансоль (5-й класс) и т. д. В соответствии с чинами была предусмотрена форменная одежда (пурпурного, тёмно-красного и синего цвета) и головные уборы, украшенные серебряным цветком.
В записи, относящейся к следующему, 28-му году правления Кои (261 год), сообщается, что «в первом месяце, в первый праздничный день ван облачился в бордовый халат с широкими рукавами, синие шёлковые штаны, надел шёлковую чёрную шапку, украшенную золотыми цветами, подпоясался белым кожаным кушаком и в обуви из чёрной кожи восседал в Южном зале (Намдан) и слушал [государственные] дела». В других записях называются имена лиц, назначенных чвапхёнами. В записи 29-го года (262 год) упомянуто об издании закона, по которому должностные лица, виновные во взяточничестве и казнокрадстве, возмещают присвоенное в трёхкратном размере и подвергаются пожизненному тюремному заключению.
Основываясь на этих записях, многие историки делают вывод, что именно около 27—28 годов правления Кои (260—261 годы) произошло формирование государства Пэкче. Во всяком случае, можно думать, что период правления вана Кои явился важным даже переломным этапом в становлении Пэкче, хотя и нет в корейских источниках достаточного количества конкретных материалов, показывающих процесс смены институтов родового строя государственными порядками. Датировка в этом случае затруднена тем, что корейские летописцы последующего времени пытались представить более древними те государственные порядки, которые утвердились позднее, и приурочивали их к «правлениям» мифических царей-основателей.
Китайские источники именно Кои считают основателем пэкческого государства под именем Кутхэ. В частности, в «Чжоу-шу» сообщается следующее: «Пэкче раньше было государством, зависимым от Кэмахана (Махана), и представляло отдельную ветвь (род) Пуё. Кутхэ положил начало государству на бывших [землях] Дайфана». Китайские авторы основание государства Пэкче отнесли к 6—7 годам эры Чжэнши (245—246 годы).

## Семья
- Отец: Кэру
- Мать: неизвестна
  - Брат: Чхого (肖古王, ум. 214) — 5-й ван Пэкче, до становления правителем был известен как Пуё Чхого (扶餘肖古).
  - Брат: Пуё Усу (扶餘優壽) — единственная запись о нём есть в Самгук саги от 260 года, когда он был назначен министром внутренних дел (內臣佐平, нэсин чвапхён).
    - Жена: неизвестна
      - Старший сын: Чхэкке (責稽王, ум. 298) — 9-й ван Пэкче, до становления правителем был известен как Пуё Чхэкке (扶餘責稽).